# Aphorista laeta
Aphorista laeta är en skalbaggsart som först beskrevs av Leconte 1854.  Aphorista laeta ingår i släktet Aphorista och familjen svampbaggar. Inga underarter finns listade i Catalogue of Life.